# Saint-Pierre-le-Bost
Saint-Pierre-le-Bost – miejscowość i gmina we Francji, w regionie Nowa Akwitania, w departamencie Creuse.
Według danych na rok 1990 gminę zamieszkiwało 165 osób, a gęstość zaludnienia wynosiła 10 osób/km² (wśród 747 gmin Limousin Saint-Pierre-le-Bost plasuje się na 461. miejscu pod względem liczby ludności, natomiast pod względem powierzchni na miejscu 410.).